# Muhammad Sakizli

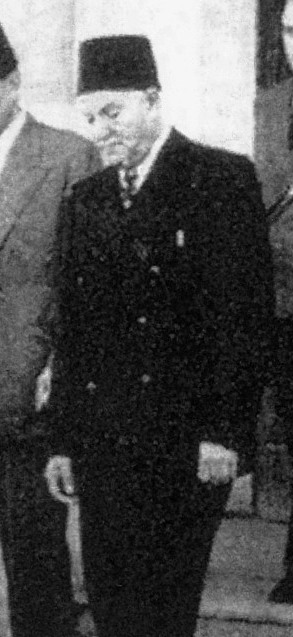
Muhammad Sakizli

Muhammad Sakizli (arabisch محمد الساقزلي, DMG Muḥammad as-Saqizlī; * 1892; † 14. Januar 1976 in Bengasi) war Premierminister von Libyen.
Sakizli war vom 19. Februar 1954 bis zum 12. April 1954 Premierminister von Libyen. Vorher war er vom 18. März 1950 bis zum 24. Dezember 1951 Premierminister des autonomen Emirats Kyrenaika. 1954 war er auch kurzzeitig als Außenminister des Landes tätig.